# 朝鮮機械貿易總會社
朝鮮機械貿易總會社是朝鮮民主主義人民共和國一家機械貿易企業，位於平壤市東大院區，進口鋼鐵、原材料及機床，並且出產機械製品。

## 網站
- Naenara-朝鲜的贸易朝鲜机械贸易总会社制品